# مایانگانا
مایانگانا (به لاتین: Maiyangana) یک منطقهٔ مسکونی در سری‌لانکا است که در استان مرکزی (سری‌لانکا) واقع شده‌است.